# 셀레늄산
셀레늄산(Selenic acid)은 화학식 H
2SeO
4을 갖는 무기 화합물이다. 셀레늄의 산소산이며 그 구조는 (HO)
2SeO
2로 더 정확히 나타낼 수 있다. 무색의 화합물이다. 거의 쓰임이 없으나 파생물 셀레늄산 나트륨은 유리와 동물 먹이 생산에 사용된다.

## 준비
SeO
2 + H
2O
2 → H
2SeO
4.

## 용도
셀레늄산은 특수 산화제로서 사용된다.